# Brachycephalus toby
Brachycephalus toby é uma espécie de anfíbio da família Brachycephalidae. Endêmica do Brasil, pode ser encontrada apenas no município de Ubatuba, estado de São Paulo.